# Walerian Karliński

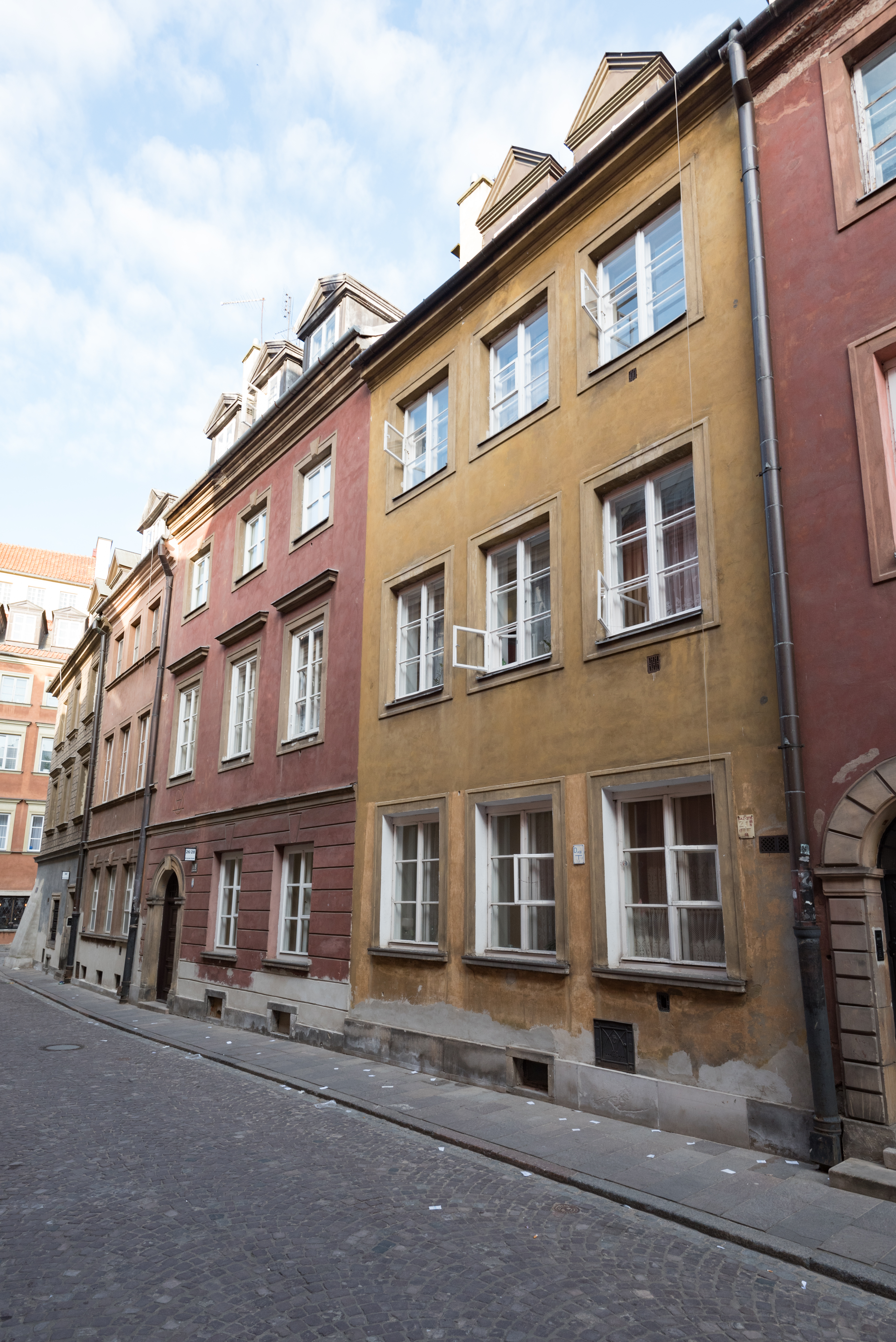
Kamienica przy ul. Krzywe Koło 24, którą posiadał Karliński

Walerian (Walery) Karliński (ur. 1801 w Wojskach, zm. 1 października 1887 w Wyłkowyszkach) – kapitan Wojska Polskiego, powstaniec listopadowy, radca tytularny, burmistrz Balwierzyszek, Poniemonia, Wierzbołowa i Wisztyńca.

## Życiorys
Był synem Tadeusza i Kunegundy z Pruskich. Pochodził z rodziny szlacheckiej.
W 1819 wstąpił do 6 Pułku Piechoty Liniowej Wojsk Królestwa Kongresowego. Studiował następnie w Szkole Podchorążych w Warszawie, którą ukończył 28 maja 1825 ze stopniem podporucznika. Brał udział w powstaniu listopadowym jako oficer w 6 Pułku Piechoty Liniowej. 6 lutego 1831 został awansowany na porucznika. 15 kwietnia 1831 odznaczono go Krzyżem Złotym Orderu Virtuti Militari o numerze 1025. 13 czerwca 1831 został awansowany do stopnia wojskowego kapitana i przeniesiony do 21 Pułku Piechoty Liniowej. Po kapitulacji Warszawy pozostał w mieście, stawił się przed Komisją Rządową Wojny i ponowił przysięgę wierności carowi. W styczniu 1832 Komisja Przeznaczenia i Wsparcia przyznała mu 3-letni zasiłek.
W latach 30. pełnił funkcję murgrabiego warszawskiego ratusza. Był właścicielem kamienicy przy ulicy Krzywe Koło 24 (nr hip. 194). Od początku lat 50. do 1859 był burmistrzem Balwierzyszek. W październiku 1852 został mianowany radcą tytularnym (honorowym). W lutym 1859 objął urząd burmistrza Poniemonia, którą to funkcję sprawował do 1863. Następnie przez rok był burmistrzem Wierzbołowa, a od 1866 Wisztyńca. W 1870, po 37-letniej służbie wojskowej i cywilnej, przeszedł na emeryturę.
Zmarł 1 października 1887 w Wyłkowyszkach.

## Życie prywatne
17 czerwca 1831 w katedrze św. Jana  w Warszawie ożenił się z Urszulą z Winnickich Płońską, która owdowiała będąc w trakcie rozwodu. Mieli razem trzech synów, którzy dożyli dorosłości: Jakuba Władysława (ur. 1832), urzędnika pocztowego, Marcelego Juliana (ur. 1833), urzędnika gminnego, i Henryka (ur. 1842), adwokata i burmistrza Skulska. Po śmierci pierwszej żony ożenił się z Teodozją.

## Ordery i odznaczenia
- Krzyż Złoty Orderu Virtuti Militari (15 kwietnia 1831)[36]